# Можайский, Александр Сергеевич
Александр Сергеевич Можайский (1922 — 28 апреля 2012) — советский инженер-строитель, Герой Социалистического Труда.

## Биография
Родился 9 января 1922 года в селе Большое Попово Лебедянского района Липецкой области.
Окончил машиностроительный техникум (1948) и Куйбышевский инженерно-строительный институт (1967).
Участник Великой Отечественной войны.
Трудовую деятельность начал техником-нормировщиком в г. Касли Челябинской области.
Работал главным инженером управления «Союзпроммеханизация», начальником КМУ-2 треста «Нефтехиммонтаж», начальником главного управления Минмонтажспецстроя по строительству. Строил Волжский автомобильный завод, Новокуйбышевский НПЗ и другие объекты машиностроения и нефтехимии Самарской области.
Находится на пенсии, проживает в г. Самара.

## Награды и звания
- Герой Социалистического Труда (1971, за выдающиеся производственные успехи, достигнутые в выполнении пятилетнего плана по капитальному строительству).
- Награждён орденами Ленина (1971) и Отечественной войны I степени, а также многими медалями.
- Заслуженный строитель РСФСР.